# دورة فرنسا المفتوحة 1992
قائمة بطولات دورة رولان غاروس لعام 1992:

## الكبار

### فردي رجال
جيم كورير هزم  بيتر كوردا, النتيجة:7-5, 6-2, 6-1

### فردي سيدات
مونيكا سيليش هزمت  شتيفي غراف, النتيجة:6-2, 3-6, 10-8

### زوجي رجال
جيكوب هلاسيكي و مارك روزيت هزما  ديفيد أدامز و أندريه أولوفيسكاي, النتيجة:7-6, 6-7, 7-5

### زوجي سيدات
جيجي فيرنانديز و ناتاليا زفريفا هزمتا  كونشيا مارتينيز و أرانتكسا سانشيز, النتيجة:6-3, 6-2

### زوجي مختلط
أرانتكسا سانشيز و مارك وودفورد هزما  لوري ماكنايل و براين شيلتون, النتيجة:6-2, 6-3

## الشباب

### فردي أولاد
أندريه بافل هزم  موس نافارا, النتيجة:6-1, 3-6, 6-3

### فردي بنات
روزانا دي لوس رايوس هزمت  باولا سواريز, النتيجة:6-4, 6-0

### زوجي أولاد
أنريكه أباروا و غرانت دويلي

### زوجي بنات
لورنس كورتويس و نانسي فيبر